# Bart Jan Spruyt
Bart Jan Spruyt (född den 29 januari 1964 i Ridderkerk, Zuid-Holland) är en holländsk historiker och journalist. Vid sidan av Andreas Kinneging är han den mest inflytelserika nederländska, konservativa debattören.

## Bakgrund
Spruyt växte upp i Rotterdam. Han tillhör Reformerta församlingar i Nederländerna och har studerat historia, teologi och juridik vid universiteten i Utrecht och Leiden.

## Politik
När den konservative politikern Geert Wilders 2004 hoppade av Folkpartiet för Frihet och Demokrati för att bilda sin egen parlamentsgrupp backade Spruyt.
I februari 2006 bildade de båda Frihets-Partiet. Från januari till augusti 2006 fungerade Spruyt som strategisk rådgivare åt Wilders. Men strax innan valet i september bröt Spruyt med denne och förklarade att han inte skulle kandidera på Frihets-Partiets lista.
Detta bottnade i missnöje med att Wilders avvisade att skapa en bredare konservativ front, inkluderande personligheter som Marco Pastors (från Beboeligt Rotterdam) och Joost Eerdmans (från Pim Fortuyns lista).